# Autrey (Vosges)
Autrey és un municipi francès, situat al departament dels Vosges i a la regió del Gran Est. L'any 2007 tenia 305 habitants.

## Demografia

### Població
El 2007 la població de fet d'Autrey era de 305 persones. Hi havia 92 famílies, de les quals 16 eren unipersonals (16 dones vivint soles i 16 dones vivint soles), 40 parelles sense fills, 32 parelles amb fills i 4 famílies monoparentals amb fills.
La població ha evolucionat segons el següent gràfic:
Habitants censats

### Habitatges
El 2007 hi havia 110 habitatges, 98 eren l'habitatge principal de la família, 10 eren segones residències i 3 estaven desocupats. 101 eren cases i 8 eren apartaments. Dels 98 habitatges principals, 72 estaven ocupats pels seus propietaris, 23 estaven llogats i ocupats pels llogaters i 3 estaven cedits a títol gratuït; 1 tenia una cambra, 6 en tenien tres, 14 en tenien quatre i 77 en tenien cinc o més. 84 habitatges disposaven pel capbaix d'una plaça de pàrquing. A 29 habitatges hi havia un automòbil i a 57 n'hi havia dos o més.

### Piràmide de població
La piràmide de població per edats i sexe el 2009 era:
| Homes | Edats   | Dones |
| ----- | ------- | ----- |
| 0     | 95 o +  | 0     |
| 0     | 90 a 94 | 0     |
| 4     | 85 a 89 | 0     |
| 0     | 80 a 84 | 0     |
| 0     | 75 a 79 | 0     |
| 4     | 70 a 74 | 8     |
| 4     | 65 a 69 | 0     |
| 20    | 60 a 64 | 12    |
| 8     | 55 a 59 | 12    |
| 8     | 50 a 54 | 4     |
| 20    | 45 a 49 | 12    |
| 8     | 40 a 44 | 20    |
| 16    | 35 a 39 | 8     |
| 12    | 30 a 34 | 8     |
| 4     | 25 a 29 | 0     |
| 16    | 20 a 24 | 8     |
| 17    | 15 a 19 | 16    |
| 4     | 10 a 14 | 20    |
| 8     | 5 a 9   | 12    |
| 0     | 0 a 4   | 20    |

## Economia
El 2007 la població en edat de treballar era de 204 persones, 130 eren actives i 74 eren inactives. De les 130 persones actives 114 estaven ocupades (69 homes i 45 dones) i 16 estaven aturades (8 homes i 8 dones). De les 74 persones inactives 16 estaven jubilades, 16 estaven estudiant i 42 estaven classificades com a «altres inactius».

### Ingressos
El 2009 a Autrey hi havia 98 unitats fiscals que integraven 284 persones, la mediana anual d'ingressos fiscals per persona era de 13.616,5 €.

### Activitats econòmiques
Dels 12 establiments que hi havia el 2007, 2 eren d'empreses extractives, 1 d'una empresa alimentària, 1 d'una empresa de fabricació d'altres productes industrials, 1 d'una empresa de construcció, 3 d'empreses de comerç i reparació d'automòbils, 2 d'empreses d'hostatgeria i restauració, 1 d'una empresa immobiliària i 1 d'una empresa classificada com a «altres activitats de serveis».
Dels 2 establiments de servei als particulars que hi havia el 2009, 1 era un taller de reparació d'automòbils i de material agrícola i 1 perruqueria.
L'únic establiment comercial que hi havia el 2009 era una fleca.
L'any 2000 a Autrey hi havia 14 explotacions agrícoles que ocupaven un total de 300 hectàrees.

## Equipaments sanitaris i escolars
El 2009 hi havia una escola elemental integrada dins d'un grup escolar amb les comunes properes formant una escola dispersa.

## Poblacions més properes
El següent diagrama mostra les poblacions més properes.